# Championnat du monde féminin de handball 1978
Navigation
Union soviétique 1975 Hongrie 1982
Le 7e championnat du monde féminin de handball  s'est déroulé en Tchécoslovaquie du 30 novembre au 10 décembre 1978.
Comme lors de l'édition de 1975, les Est-Allemandes, championnes du monde en titre, perdent face aux Soviétiques dans le cadre de la poule finale (12-14), mais la défaite d'un but 10-11 de ces dernières face à la Tchécoslovaquie lors du tour préliminaire permet à l'Allemagne de l'Est d'être couronnée pour la troisième fois de la décennie. La Hongrie complète le podium.
Deux joueuses marquent le tournoi de leur empreinte, Waltraud Kretzschmar, capitaine de l'équipe est-allemande, ainsi que Zinaïda Tourtchyna, joueuse du Spartak Kiev qui mène la sélection soviétique. En plus de Waltraud Kretzschmar, trois autres joueuses est-allemandes deviennent triple championnes du monde : Hannelore Burosch (de), Kristina Richter et Hannelore Zober (en).

## Qualifications
| Continent         | Nombre | Moyen de qualification                | Qualifiée(s)                                                   |
| ----------------- | ------ | ------------------------------------- | -------------------------------------------------------------- |
| -                 | 1      | Organisateur                          | Tchécoslovaquie                                                |
| Monde (IHF)       | 3      | Jeux olympiques de 1976               | Union soviétique, Allemagne de l'Est, Hongrie                  |
| Monde (IHF)       | 5      | Championnat du monde B                | Yougoslavie, Pologne, Roumanie, Allemagne de l'Ouest, Pays-Bas |
| Asie (AHF)        | 1      | Tournoi asiatique de qualification    | Corée du Sud                                                   |
| Afrique (CAHB)    | 1      | Jeux africains de 1978                | Algérie                                                        |
| Amériques (PATHF) | 1      | Tournoi panaméricain de qualification | Canada                                                         |

## Tour préliminaire
Les deux premiers de chaque groupes sont qualifiés pour la poule finale. Les équipes classées troisième jouent une poule de classement de la 7e à la 9e place. Les derniers sont éliminés.

### Groupe A
|   | Équipe             | Pts | J | G | N | P | Bp | Bc | Diff |
| - | ------------------ | --- | - | - | - | - | -- | -- | ---- |
| 1 | Allemagne de l'Est | 6   | 3 | 3 | 0 | 0 | 57 | 35 | 22   |
| 2 | Yougoslavie        | 4   | 3 | 2 | 0 | 1 | 58 | 50 | 8    |
| 3 | Roumanie           | 2   | 3 | 1 | 0 | 2 | 43 | 41 | 2    |
| 4 | Corée du Sud       | 0   | 3 | 0 | 0 | 3 | 45 | 77 | -32  |

| Date       | Équipe 1           | Score | Équipe 2     |
| ---------- | ------------------ | ----- | ------------ |
| 30/11/1978 | Yougoslavie        | 28-21 | Corée du Sud |
| 30/11/1978 | Allemagne de l'Est | 13-09 | Roumanie     |
| 1/12/1978  | Yougoslavie        | 16-14 | Roumanie     |
| 1/12/1978  | Allemagne de l'Est | 29-12 | Corée du Sud |
| 3/12/1978  | Roumanie           | 20-12 | Corée du Sud |
| 3/12/1978  | Allemagne de l'Est | 15-14 | Yougoslavie  |

### Groupe B
|   | Équipe           | Pts | J | G | N | P | Bp | Bc | Diff |
| - | ---------------- | --- | - | - | - | - | -- | -- | ---- |
| 1 | Tchécoslovaquie  | 6   | 3 | 3 | 0 | 0 | 62 | 28 | 34   |
| 2 | Union soviétique | 4   | 3 | 2 | 0 | 1 | 61 | 37 | 24   |
| 3 | Pays-Bas         | 2   | 3 | 1 | 0 | 2 | 60 | 52 | 8    |
| 4 | Algérie          | 0   | 3 | 0 | 0 | 3 | 14 | 80 | -66  |

| Date       | Équipe 1         | Score | Équipe 2         |
| ---------- | ---------------- | ----- | ---------------- |
| 30/11/1978 | Tchécoslovaquie  | 31-05 | Algérie          |
| 30/11/1978 | Union soviétique | 28-21 | Pays-Bas         |
| 1/12/1978  | Tchécoslovaquie  | 20-13 | Pays-Bas         |
| 1/12/1978  | Union soviétique | 23-05 | Algérie          |
| 3/12/1978  | Pays-Bas         | 26-04 | Algérie          |
| 3/12/1978  | Tchécoslovaquie  | 11-10 | Union soviétique |

### Groupe C
|   | Équipe               | Pts | J | G | N | P | Bp | Bc | Diff |
| - | -------------------- | --- | - | - | - | - | -- | -- | ---- |
| 1 | Hongrie              | 6   | 3 | 3 | 0 | 0 | 75 | 40 | 35   |
| 2 | Pologne              | 4   | 3 | 2 | 0 | 1 | 58 | 52 | 6    |
| 3 | Allemagne de l'Ouest | 2   | 3 | 1 | 0 | 2 | 51 | 50 | 1    |
| 4 | Canada               | 0   | 3 | 0 | 0 | 3 | 32 | 74 | -42  |

| Date       | Équipe 1        | Score | Équipe 2        |
| ---------- | --------------- | ----- | --------------- |
| 30/11/1978 | Pologne         | 28-16 | Canada          |
| 30/11/1978 | Hongrie         | 23-15 | All. de l'Ouest |
| 1/12/1978  | Pologne         | 16-15 | All. de l'Ouest |
| 1/12/1978  | Hongrie         | 26-10 | Canada          |
| 3/12/1978  | All. de l'Ouest | 20-06 | Canada          |
| 3/12/1978  | Hongrie         | 21-14 | Pologne         |

## Tour principal

### Poule finale
Les résultats du Tour préliminaireopposant deux équipes d'un même groupe sont conservés.
|   | Équipe             | Pts | J | G | N | P | Bp | Bc  | Diff | Dép  |
| - | ------------------ | --- | - | - | - | - | -- | --- | ---- | ---- |
| 1 | Allemagne de l'Est | 8   | 5 | 4 | 0 | 1 | 82 | 55  | 27   | +12* |
| 2 | Union soviétique   | 8   | 5 | 4 | 0 | 1 | 75 | 52  | 23   | +11* |
| 3 | Hongrie            | 6   | 5 | 3 | 1 | 1 | 67 | 73  | -6   | -    |
| 4 | Tchécoslovaquie    | 5   | 5 | 2 | 2 | 1 | 72 | 60  | 12   | -    |
| 5 | Yougoslavie        | 3   | 5 | 1 | 1 | 3 | 68 | 71  | -3   | -    |
| 6 | Pologne            | 0   | 5 | 0 | 0 | 5 | 50 | 103 | -53  | -    |

* Pour départager les deux équipes, la règle aurait consisté à retirer la confrontation face au dernier du groupe, la Pologne. Avec alors un même nombre de points mais une différence de buts de +12 contre +11 pour l’URSS, l’Allemagne de l'Est est déclarée championne du monde. L’URSS, qui a pourtant battu les Est-allemandes, doit se contenter de la médaille d’argent.
| Date                     | Équipe 1           | Score        | Équipe 2           |
| ------------------------ | ------------------ | ------------ | ------------------ |
| Rappel tour préliminaire | Allemagne de l'Est | 15-14 (7-7)  | Yougoslavie        |
| Rappel tour préliminaire | Tchécoslovaquie    | 11-10 (5-5)  | Union soviétique   |
| Rappel tour préliminaire | Hongrie            | 21-14 (12-9) | Pologne            |
| 05/12, 15h30             | Allemagne de l'Est | 25-10 (11-4) | Pologne            |
| 05/12, 18h30             | Tchécoslovaquie    | 13-13 (8-7)  | Yougoslavie        |
| 05/12, 20h00             | Union soviétique   | 19-13 (9-5)  | Hongrie            |
| 06/12, 16h00             | Yougoslavie        | 18-14 (8-4)  | Pologne            |
| 06/12, 18h30             | Hongrie            | 14-14 (9-5)  | Tchécoslovaquie    |
| 06/12, 20h00             | Union soviétique   | 14-12 (10-5) | Allemagne de l'Est |
| 08/12, 16h00             | Allemagne de l'Est | 14-05 (7-2)  | Hongrie            |
| 08/12, 18h30             | Tchécoslovaquie    | 22-7 (10-4)  | Pologne            |
| 08/12, 20h00             | Union soviétique   | 15-11 (10-5) | Yougoslavie        |
| 10/12, 10h30             | Hongrie            | 14-12 (8-7)  | Yougoslavie        |
| 10/12, 15h00             | Union soviétique   | 17-05 (7-1)  | Pologne            |
| 10/12, 16h30             | Allemagne de l'Est | 16-12 (8-5)  | Tchécoslovaquie    |

### Poule de classement
|   | Équipe               | Pts | J | G | N | P | Bp | Bc | Diff |
| - | -------------------- | --- | - | - | - | - | -- | -- | ---- |
| 7 | Roumanie             | 4   | 2 | 2 | 0 | 0 | 35 | 26 | 9    |
| 8 | Allemagne de l'Ouest | 2   | 2 | 1 | 0 | 1 | 27 | 27 | 0    |
| 9 | Pays-Bas             | 0   | 2 | 0 | 0 | 2 | 36 | 45 | -9   |

| Date         | Équipe 1             | Score        | Équipe 2             |
| ------------ | -------------------- | ------------ | -------------------- |
| 05/12, ..h.. | Roumanie             | 10-70 (6-3)  | Allemagne de l'Ouest |
| 06/12, 14h30 | Allemagne de l'Ouest | 20-17 (13-8) | Pays-Bas             |
| 07/12, ..h.. | Roumanie             | 25-19 (14-8) | Pays-Bas             |

## Classement final
| Rang                      | Nation               |
| ------------------------- | -------------------- |
| Médaille d'or, monde      | Allemagne de l'Est   |
| Médaille d'argent, monde  | Union soviétique     |
| Médaille de bronze, monde | Hongrie              |
| 4e                        | Tchécoslovaquie      |
| 5e                        | Yougoslavie          |
| 6e                        | Pologne              |
| 7e                        | Roumanie             |
| 8e                        | Allemagne de l'Ouest |
| 9e                        | Pays-Bas             |
| 10e à 12e                 | Corée du Sud         |
| 10e à 12e                 | Canada               |
| 10e à 12e                 | Algérie              |

L’Union soviétique étant déjà qualifiée en tant que pays hôte, les quatre équipes qualifiées pour les Jeux olympiques de 1980 à Moscou sont l'Allemagne de l'Est, la Hongrie, la Tchécoslovaquie et la Yougoslavie.

## Statistiques et récompenses

### Équipe-type
L'équipe-type de la compétition est, :
- Meilleure gardienne de but :  Natalia Timochkina
- Meilleure ailière gauche :  Marion Tietz
- Meilleure arrière gauche :  Tatiana Kotchergina
- Meilleure demi-centre :  Kristina Richter
- Meilleure pivot :  Jana Kuťková (en)
- Meilleure arrière droite :  Zinaïda Tourtchyna
- Meilleure ailière droite :   Mária Vadász (en)

### Statistiques individuelles
| Rang | Joueuse               | Équipe               | Buts | Champs | 7m | MJ | Moy. |
| ---- | --------------------- | -------------------- | ---- | ------ | -- | -- | ---- |
| 1    | Milena Foltýnová (en) | Tchécoslovaquie      | 41   | 23     | 18 | 7  | 5,9  |
| 1    | Kristina Richter      | Allemagne de l'Est   | 41   | 21     | 20 | 7  | 5,9  |
| 3    | Milenka Sladić        | Yougoslavie          | 36   | 18     | 18 | 7  | 5,1  |
| 4    | Hannie de Kok         | Pays-Bas             | 32   | 21     | 11 | 5  | 6,4  |
| 4    | Tatiana Kotchergina   | Union soviétique     | 32   | 22     | 10 | 7  | 4,6  |
| 6    | Éva Csulik            | Hongrie              | 28   | 10     | 18 | 7  | 4,0  |
| 7    | Sigrid Berndt         | Allemagne de l'Ouest | 23   | 16     | 7  | 5  | 4,6  |
| 8    | Ľubica Korytárová     | Tchécoslovaquie      | 22   | 20     | 2  | 7  | 3,1  |
| 8    | Barbara Krefft        | Pologne              | 22   | 20     | 2  | 7  | 3,1  |
| 8    | Svetlana Kitić        | Yougoslavie          | 22   | 19     | 3  | 7  | 3,1  |
| 8    | Olga Zoubareva        | Union soviétique     | 22   | 12     | 10 | 7  | 3,1  |

## Effectif des équipes sur le podium
Les effectifs des trois équipes sur le podium sont :

### Champion du monde:Allemagne de l'Est
- Hannelore Zober (de)
- Hannelore Burosch (de)
- Renate Rudolph
- Evelyn Matz
- Roswitha Krause
- Kristina Richter
- Marion Tietz
- Katrin Krüger
- Christina Rost
- Petra Uhlig
- Waltraud Kretzschmar
- Eva Langenberg
- Claudia Wunderlich
- Kornelia Elbe
- Birgit Heinecke
- Sabine Röther

Sélectionneurs
- Peter Kretzschmar
- Klaus Franke

### Vice-champion du monde:Union soviétique
- Natalia Timochkina
- Zinaïda Tourtchyna
- Lioubov Berejnaïa
- Tatiana Kotchergina
- Lioudmila Bobrous
- Tatiana Glouchtchenko
- Aldona Nenėnienė
- Larissa Karlova
- Svetlana Doubinina-Pintchouk
- Olga Jatrotcheva
- Halina Kolotilova
- Irina Paltchikova
- Halina Chmarova
- Sigita Strečen
- Larissa Soubar
- Olga Zoubareva

Sélectionneur
- Igor Tourtchyne

### Troisième place:Hongrie
- Eva Angyal (en)
- Kristina Baráth
- Mária Berzsenyi (en)
- Erzsébet Csajbók (en)
- Éva Csulik (en)
- Klara Éliás
- Erika Kocsis
- Ilona Nagy (en)
- Marianna Nagy
- Maria Ihász
- Rozalia Lelkes (en)
- Györgyi Őri (en)
- Ilona Samus (Mihályka) (en)
- Amália Sterbinszky
- Aniko Szabadfi
- Mária Vadász (en)

Sélectionneur
- Bódog Török